# Acacia jackesiana
Acacia jackesiana é uma espécie de leguminosa do gênero Acacia, pertencente à família Fabaceae.